# Список умерших в 1876 году
В этой статье представлен список известных людей, умерших в 1876 году.
- См. также: Категория:Умершие в 1876 году

## Январь
- 3 января — Павел Юхарин — русский адмирал.
- 6 января — Семён Яновский (87) — русский мореплаватель и государственный деятель.
- 18 января — Александр Цебриков — русский адмирал.
- 22 января — Георг-Эльфинстон Дальримпль (49) — австралийский исследователь и политик.
- 30 января — Тереза Грюнбаум (84) — австрийская оперная певица (сопрано).

## Февраль
- 7 февраля — Карл Фон Мекк (54) — российский предприниматель.
- 25 февраля — Северин Гощинский (74) — польский общественный деятель, писатель и поэт польского романтизма.

## Март
- 11 марта — Афанасий Щапов (44) — русский историк и писатель.
- 20 марта — Агафангел (Соловьёв) — архиепископ Волынский и Житомирский (1866—1876), епископ Вятский и Слободский (1860—1866). Гебраист.
- 29 марта — Адольф Этолин (77) — русский мореплаватель и государственный деятель.

## Апрель
- 4 апреля — Пётр Глен (40) — российский флорист, систематик растений, путешественник, географ и гидрограф, исследователь Приамурья и Сахалина.
- 9 апреля — Нимфодора Семёнова — артистка оперной труппы Императорских театров.
- 28 апреля — Томас Эрд (73) — шотландский поэт.

## Май
- 8 мая — Труганини — часто упоминается как Тругернаннер — женщина, которая обычно считается последней чистокровной представительницей аборигенов Тасмании.
- 9 мая — Джулия Мэтьюз (33) — австралийская актриса и оперная певица (сопрано) английского происхождения.

## Июнь
- 12 июня — Людвиг Гольцгетан (75) — австро-венгерский государственный деятель.
- 27 июня — Христиан Готфрид Эренберг (81) — немецкий учёный-естествоиспытатель.

## Июль
- 1 июля — Михаил Бакунин (62) — русский мыслитель, революционер, панславист, анархист, один из идеологов народничества.
- 15 июля — Александр Фредро (83) — польский комедиограф, поэт и мемуарист.
- 25 июля — Роберт Цезарь Чайлдерс — британский востоковед.

## Сентябрь
- 5 сентября — Мануэль Бланко Энкалада (86) — чилийский политический деятель.
- 6 сентября — Юзеф Шерментовский (43) — польский художник-пейзажист.

## Октябрь
- 1 октября — Франц Циглер (73) — германский политический деятель.
- 6 октября — Джон Янг (69) — британский политический деятель.
- 30 октября — Александр Чекановский (43) — польско-русский геолог и исследователь Средней Сибири.

## Ноябрь
- 10 ноября — Эдуард Эйхвальд (81) — русский естествоиспытатель и палеонтолог.
- 25 ноября — Михаил Куземский (68) — греко-католический архиерей, галицко-русский общественный и политический деятель.
- 28 ноября — Карл Бэр (84) — один из основоположников эмбриологии и сравнительной анатомии.
- 28 ноября — Фёдор Юшков — русский адмирал.

## Декабрь
- 31 декабря — Виктор Григорович (61) — русский филолог-славист.

## Дата неизвестна или требует уточнения
- Павел Чепыжников — российский инженер-техник.
- Николай Шестов — российский врач.